# Louis de la Roche
Louis de la Roche (Montluçon, 17 augustus 1759 - Namen, 2 juli 1828) was een Zuid-Nederlands edelman en burgemeester van Namen.

## Levensloop
Louis de La Roche du Ronzet de Viersac stamde uit een familie van kleine Franse adel, waarvan de mannen veelal officier waren. Hij was een zoon van Etienne de La Roche du Ronzet de Viersac en van Marie Dassis.
Hij werd officier in het Régiment de Chartres en in het leger van de prins van Condé. In 1792 emigreerde hij naar het Heilige Roomse Rijk. Toen hij in de Franse territoria terugkeerde, was het om zich in Namen te vestigen.
Hij trouwde er in 1803 met Ferdinande Raymond (1746-1824). Zij was de weduwe van Guillaume de Moreau. Dit verstandshuwelijk (de echtgenote was veertien jaar ouder dan de echtgenoot) maakte van De la Roche een rijk man. Zij was een dochter van de staalfabrikant Jean-Michel Raymond, heer van Bois-de-Villers, Lesves en Andoy. Het huwelijk bleef onvermijdelijk kinderloos.
In 1825 hertrouwde hij met Catherine Fletté de Flettenfeld (1780-1866), dochter van Philippe Fletté de Flettenfeld, luitenant-kolonel in het regiment van Murray. Ook dit huwelijk bleef kinderloos.
In 1815 verkreeg de la Roche de naturalisatie in het Verenigd Koninkrijk der Nederlanden en het jaar daarop werd hij erkend in de erfelijke adel met de titel graaf, overdraagbaar bij eerstgeboorte. Hij werd ook benoemd in de Ridderschap van de provincie Namen en werd er secretaris van. Hij werd ook nog burgemeester van de stad Namen. In Namen was hij eigenaar van het Hôtel de Haccourt in de rue de Bruxelles.
Bij zijn dood in 1828 doofde zijn familie uit.